# Jadwiga Janiszewska
Jadwiga Janiszewska z domu Czapska (ur. 23 sierpnia 1933 w Nowojelni, zm. 22 października 2015 w Lublinie) – polska pediatra, poseł na Sejm PRL IV kadencji.

## Życiorys
Córka Władysława i Hanny. Uzyskała wykształcenie wyższe, z zawodu lekarka. Ukończyła specjalizację w zakresie pediatrii, przez wiele lat była kierowniczką przychodni rejonowej przy ulicy Łabędziej w Lublinie. W 1965 uzyskała mandat posła na Sejm PRL w okręgu Lublin, w parlamencie pracowała w Komisji Zdrowia i Kultury Fizycznej.
Pochowana 28 października 2015 na cmentarzu przy ul. Lipowej w Lublinie.